# قائمة الأعلام السورية
هذه هي قائمة الأعلام السورية.

## الأعلام الوطنية
| علَم | تاريخ                | يستخدم                        | وصف                                       |
| --- | -------------------- | ----------------------------- | ----------------------------------------- |
|     | ديسمبر 2024–حتى الآن | علم الجمهورية العربية السورية | العودة إلى تصميم عام 1930 ولكن بنسبة 2:3. |

## أعلام الحكومة

### العلم الثانوي
| علَم | تاريخ | يستخدم | وصف                                     |
| --- | ----- | --- | --------------------------------------- |
|     | 2024  | إلى جانب علم الاستقلال، تم استخدام علم أبيض يحمل شعار التوحيد خلال الأيام الأولى للحكومة الانتقالية السورية وجيشها | حقل أبيض يحمل الشهادة بخط الثلث المطول. |

### الأعلام الرئاسية
منذ عام 2025، لم يعد لسوريا علم رئاسي رسمي.
| علَم | تاريخ                                 | يستخدم                                  | وصف |
| --- | ------------------------------------- | --------------------------------------- | --- |
|     | 1941–1958، 1961–1963، 2025 - حتى الآن | العلم الرئاسي السوري (حكم الأمر الواقع) | علم ثلاثي الألوان أفقي من الأخضر الداكن والأبيض والأسود مع 3 نجوم حمراء.                                                                           |
|     | 1958–1961                             | العلم الرئاسي للجمهورية العربية المتحدة | علم ثلاثي الألوان أفقي من الأحمر والأبيض والأسود مع نجمتين باللون الأخضر الداكن. يقع شعار الجمهورية العربية المتحدة الملون في أعلى السارية اليسرى. |
|     | 1963–1972                             | العلم الرئاسي لسوريا                    | علم ثلاثي الألوان أفقي من الأحمر والأبيض والأسود مع 3 نجوم خضراء داكنة.                                                                            |
|     | 1972–1980                             | العلم الرئاسي لسوريا                    | علم ثلاثي الألوان أفقي من الأحمر والأبيض والأسود يحمل شعار اتحاد الجمهوريات العربية .                                                              |
|     | 1980–2024                             | العلم الرئاسي لسوريا                    | علم ثلاثي الألوان أفقي من الأحمر والأبيض والأسود مع نجمتين باللون الأخضر الداكن.                                                                   |

### الأعلام الملكية
| علَم | تاريخ | يستخدم              | وصف |
| --- | ----- | ------------------- | --- |
|     | 1920  | العلم الملكي السوري | علم ثلاثي الألوان أفقي من الأسود والأخضر الداكن والأبيض مع تاج على اليمين في المنتصف ومثلث أحمر مقلوب مع نجمة بيضاء ذات 8 رؤوس في الداخل. |

## الأعلام الإدارية

### التقسيمات الإداريةللإدارة الذاتية لشمال وشرق سوريا
| علَم | تاريخ   | يستخدم            | وصف |
| --- | ------- | ----------------- | --- |
|     | ؟ -حاضر | علم منطقة الجزيرة |     |
|     | ؟ -2024 | علم منطقة عفرين   |     |

| علَم | تاريخ         | يستخدم                                 | وصف |
| --- | ------------- | -------------------------------------- | --- |
|     | 2013–حتى الآن | علم سوتورو                             | خلفية بيضاء مع الشعار في منتصف المركز. |
|     | 2011–حتى الآن | علم المقاومة السورية                   | خلفية حمراء مع شعارهم في منتصف المركز. |
|     | 2012–حتى الآن | العلم الاحتفالي للواء أبو الفضل العباس | لافتة ذات حدود ذهبية مكتوب عليها باللون الذهبي "يا قمر بني هاشم " بالخط العربي |
|     | 2014–حتى الآن | علم لواء فاطميون                       | |
|     | 2024–حتى الآن | علم جبهة المقاومة الإسلامية في سوريا   | حقل أبيض عليه خط عربي باللون الأسود والأخضر والأحمر، ويرتبط غالباً بالقومية العربية . يمتد الحرف الأحمر "ل" السائد في النص العربي إلى الأعلى، ليشكل بندقية منمقة ذات قبضة مغلقة، وهو رمز شائع لحركات المقاومة الإسلامية . أسفل النقش المركزي، يحدد النص "جبهة المقاومة الإسلامية في سوريا" (جبهة المقاومة الإسلامية في سوريا) المجموعة. |

## الرايات
العصر البعثي
| علَم | تاريخ       | يستخدم                       | وصف |
| --- | ----------- | ---------------------------- | --- |
|     | 1980 – 2024 | علم قوات الدفاع الجوي السوري | خلفية زرقاء للقوات الجوية مع العلم السوري على السارية العلوية اليسرى ورمز القوات الجوية في منتصف المركز. |

| علَم | تاريخ   | يستخدم                                  | وصف |
| --- | ------- | --------------------------------------- | --- |
|     | ؟ -حاضر | علم اليزيديين                           | كتل عمودية حمراء وبيضاء مع نجمة صفراء مكونة من 24 رأس.                                                               |
|     | ؟ -حاضر | العلم الذي يستخدمه الدروز السوريون      | خمسة خطوط من اللون الأخضر والأحمر والأصفر والأزرق والأبيض.                                                           |
|     | ؟ -حاضر | الأعلام التي يستخدمها التركمان السوريون | حقل مقسم رأسياً من جزأين من اللون الأزرق السماوي أو الفيروزي والأبيض، مع هلال أحمر ونجمة تشبه تلك الموجودة في تركيا . |
|     | ؟ -حاضر | الأعلام التي يستخدمها التركمان السوريون | |
|     | ؟ -حاضر | الأعلام التي يستخدمها التركمان السوريون | |
|     | ؟ -حاضر | الأعلام التي يستخدمها التركمان السوريون | |

## الأعلام التاريخية

### الحكم العربي
| علَم | تاريخ   | يستخدم               | وصف          |
| --- | ------- | -------------------- | ------------ |
|     | 661–750 | علم الخلافة الأموية  | خلفية بيضاء. |
|     | 750–940 | علم الخلافة العباسية | خلفية سوداء. |

### الإمارات الصليبية
| علَم | تاريخ     | يستخدم               | وصف |
| --- | --------- | -------------------- | --- |
|     | 1098–1144 | علم مقاطعة الرها     |     |
|     | 1098–1268 | علم إمارة أنطاكية    |     |
|     | 1102–1289 | علم الدولة السلجوقية |     |

### الحكم الأيوبي
| علَم | تاريخ     | يستخدم                             | وصف                                      |
| --- | --------- | ---------------------------------- | ---------------------------------------- |
|     | 1174–1260 | إعادة بناء راية صلاح الدين الشخصية | حقل ذهبي مع نسر قرمزي ذو رأسين في الوسط. |

### الحكم المملوكي
| علَم | تاريخ     | يستخدم                     | وصف |
| --- | --------- | -------------------------- | --- |
|     | 1260–1516 | علم سلطنة المماليك         |     |
|     | 1260–1516 | علم سلطنة المماليك (متغير) |     |

### الحكم العثماني
| علَم | تاريخ     | يستخدم               | وصف                                                              |
| --- | --------- | -------------------- | ---------------------------------------------------------------- |
|     | 1516–1793 | علم الدولة العثمانية | خلفية حمراء مع قرص أخضر في الوسط وثلاثة هلالات ذهبية داخل القرص. |
|     | 1793–1844 | علم الدولة العثمانية | خلفية حمراء بها هلال أبيض ونجمة ثمانية الرؤوس.                   |
|     | 1844–1918 | علم الدولة العثمانية | حقل أحمر به هلال أبيض ونجمة خماسية.                              |

### الاحتلال الفرنسي
| علَم | تاريخ     | يستخدم                                                                               | وصف                                                               |
| --- | --------- | ------------------------------------------------------------------------------------ | ----------------------------------------------------------------- |
|     | 1916-1946 | علم الجمهورية الفرنسية الثالثة ، الدولة الفرنسية والحكومة المؤقتة للجمهورية الفرنسية | علم ثلاثي الألوان عمودي من الأزرق والأبيض والأحمر (النسب 3:2).    |
|     | 1942-1944 | علم فرنسا الحرة                                                                      | علم ثلاثي الألوان عمودي من الأزرق والأبيض والأحمر مع صليب لورين . |

#### الدول خلال الحكم الانتدابي الفرنسي
| علَم | تاريخ     | يستخدم                        | وصف |
| --- | --------- | ----------------------------- | --- |
|     | 1920–1925 | علم دولة حلب                  |     |
|     | 1920–1925 | علم دولة دمشق                 |     |
|     | 1920–1936 | علم دولة جبل العلويين         |     |
|     | 1921–1924 | علم دولة جبل الدروز           |     |
|     | 1924–1936 | علم دولة جبل الدروز           |     |
|     | 1921–1936 | العلم المدني لدولة جبل الدروز |     |

### دولة حطاي
| علَم | تاريخ     | يستخدم                 | وصف |
| --- | --------- | ---------------------- | --- |
|     | 1938–1939 | علم دولة حطاي المستقلة |     |

### الدول السورية السابقة
| علَم | تاريخ     | يستخدم                                                              | وصف |
| --- | --------- | ------------------------------------------------------------------- | --- |
|     | 1920      | علم المملكة العربية السورية                                         | ثلاثي الألوان يتكون من خطوط سوداء وخضراء وبيضاء مع مثلث أحمر ونجمة سباعية الرؤوس. نسبة 1:2.                                          |
|     | 1920–1922 | علم الانتداب على سوريا                                              | حقل أزرق سماوي مشحون بهلال في مركزه وعلم فرنسا في السارية العلوية                                                                    |
|     | 1922–1930 | علم الاتحاد السوري (1922-1925) ودولة سوريا (1925-1930)              | ثلاثي الألوان أخضر، أبيض، أخضر مع علم فرنسا في السارية العلوية                                                                       |
|     | 1930–1958 | علم الجمهورية السورية الأولى (1930-1950) والجمهورية السورية الثانية | ثلاثي الألوان يتكون من خطوط خضراء وبيضاء وسوداء مع ثلاثة نجوم حمراء في الشريط الأبيض في المنتصف. نسبة 1:2.                           |
|     | 1958–1961 | علم الجمهورية العربية المتحدة                                       | علم ثلاثي الألوان يتكون من خطوط حمراء وبيضاء وسوداء مع نجمتين خضراوين في الشريط الأبيض في المنتصف يمثلان اتحاد سوريا ومصر. نسبة 2:3. |
|     | 1961–1963 | علم الجمهورية العربية السورية                                       | العودة إلى تصميم عام 1930. |
|     | 1963–1972 | علم الجمهورية العربية السورية                                       | ثلاثي الألوان يتكون من خطوط حمراء وبيضاء وسوداء مع ثلاث نجوم خضراء في الشريط الأبيض في المنتصف. نسبة 1:2.                            |
|     | 1972–1980 | علم سوريا في اتحاد الجمهوريات العربية                               | ثلاثي الألوان يتكون من خطوط حمراء وبيضاء وسوداء مع صقر قريش الذهبي في الشريط الأبيض في المنتصف. نسبة 2:3. العلم مشترك مع مصر وليبيا. |
|     | 1980–2024 | علم الجمهورية العربية السورية                                       | العودة إلى تصميم عام 1958. |

## أعلام المنظمات

### أعلام المعارضة السورية
| علَم | تاريخ         | يستخدم                                       | وصف |
| --- | ------------- | -------------------------------------------- | --- |
|     | 2014‒2015     | علم مجلس قيادة الثورة السورية                | خلفية بيضاء مع نسر ملون بعلم الثورة السورية الذي هو أيضا على شكل اثنين ويهتز مع النص أسفله "مجلس قيادة الثورة السورية" و "مجلس قيادة الثورة السورية" |
|     | 2014          | علم الفيلق الخامس                            | |
|     | 2013–حتى الآن | العلم البديل للقوة المشتركة الحادية والعشرين | علم الثورة السورية مع النص الأصفر "تجمع القوة 21" (القوة المشتركة الحادية والعشرون) تحته                                                             |
|     | 2013–حتى الآن | العلم السابق للقوة المشتركة الحادية والعشرين | |
|     | 2014–2017     | علم جيش المجاهدين                            | |
|     | 2013–2014     | علم إدارة الجبهة الإسلامية                   | خلفية بيضاء مع نص الشهادة في الأعلى، ثم الشعار باللون الأسود في الأسفل.                                                                              |
|     | 2013–2014     | علم حرب الجبهة الاسلامية                     | خلفية سوداء مع نص الشهادة في الأعلى، ثم الشعار في الأسفل.                                                                                            |
|     | 2015–2025     | علم إدارة جيش الإسلام                        | |
|     | 2015–2025     | علم حرب جيش الإسلام                          | |

| علَم | تاريخ           | يستخدم                        | وصف |
| --- | --------------- | ----------------------------- | --- |
|     | 2018–2024       | علم حكومة الإنقاذ السورية     | علم ثلاثي الألوان أفقي من الأخضر والأبيض والأسود. في المنتصف الشهادتان باللون الأحمر. |
|     | 2017–2024       | علم هيئة تحرير الشام          | خلفية بيضاء مع خط أفقي فيروزي وشعار دائري مركزي يحتوي على الشهادتين بالخط العربي الأبيض على خلفية خضراء، محاط بنقش متشابك يوناني باللونين الأبيض والأسود.                                                                       |
|     | 2015–حتى الآن   | علم أجناد القوقاز             | خلفية سوداء مع نقوش عربية بيضاء، بما في ذلك الشهادة في الأعلى واسم "أجناد القوقاز" (أجناد القوقاز) في الأسفل، مفصولة بشعار جبلي منمق يمثل منطقة القوقاز. اللون الأسود يمثل التحدي واللون الأبيض يرمز إلى الإيمان والنقاء.       |
|     | 2012–حتى الآن   | علم كتيبة جبل الإسلام         | خلفية بيضاء مع الشهادتين بالخط الكوفي الأسود العريض، في حين أن ختم الرسول، الذي يحتوي على عبارة "محمد رسول الله"، يقع في المنتصف في شكل دائري. أدناه، يحدد النص "كتيبة جبل الإسلام" الجماعة.                                    |
|     | 2016–حتى الآن   | علم جنود المهدي               | خلفية خضراء، قد ترمز إلى الجنة أو التدين في علم الآخرة الإسلامي، مع الشهادتين المنقوشة بالخط الكوفي الأسود والأبيض في المنتصف. على جانب الرافعة، ختم دائري يحتوي على عبارة "محمد رسول الله"، وهو عنصر مشترك في أعلام الجهاديين. |
|     | 2019 – حتى الآن | علم حركة صلاح الدين الكردي    | خلفية خضراء عليها الشهادتان مكتوبة بخط الثلث الأبيض، |
|     | 2019 – حتى الآن | علم اتحاد الجهاد الاسلامي     | خلفية سوداء عليها آية من سورة النساء تَحُثُّ على الجهاد في سبيل الله، واسم المنظمة مكتوب بالأسفل باللون الأبيض وبالخط الفارسي |
|     | 2017– حتى الآن  | علم كتيبة الغرباء التركستانية | خلفية سوداء مع الشهادتين بخط الثلث الأبيض واسم المنظمة تحت الشهادتين باللون الأبيض |

| علَم | تاريخ     | يستخدم                                      | وصف                                          |
| --- | --------- | ------------------------------------------- | -------------------------------------------- |
|     | 2012–2024 | علم أنصار الشام                             |                                              |
|     | 2014–2015 | علم القيادة العسكرية الموحدة للغوطة الشرقية | لافتة بخط الشهادة باللون الأبيض مع إطار أصفر |
|     | 2012‒2016 | علم لواء ليون سيدوف                         | راية حمراء                                   |

## أعلام الأحزاب السياسية
| علَم | تاريخ         | يستخدم                            | وصف |
| --- | ------------- | --------------------------------- | --- |
|     | 1986–حتى الآن | علم الحزب الشيوعي السوري          | خلفية حمراء مع الرمز الشيوعي . |
|     | 2013–2024     | علم الحرس القومي العربي           | خلفية سوداء مع تبديل ألوان الشعار. |
|     | 1963–2024     | علم حزب البعث                     | مستطيلات أفقية باللون الأسود والأبيض والأخضر مع مثلث أحمر مقلوب على الرافعة اليسرى. |
|     | 2017–حتى الآن | علم حزب الاتحاد الديمقراطي        | خلفية بيضاء مع شعارهم. |
|     | 1932–حتى الآن | علم الحزب السوري القومي الاجتماعي | خلفية سوداء مع شعارهم. |
|     | 2015–حتى الآن | علم الحزب الإسلامي التركستاني     | حقل أسود مع الشهادة في الأعلى بالخط العربي . أدناه، بخط عربي أصغر، يقرأ النص "الحزب الإسلامي التركستاني لنصرة أهل الشام" (الحزب الإسلامي التركستاني لدعم أهل الشام). يمثل اللون الأسود النضال والنضال الديني، ويرمز اللون الأبيض إلى النقاء والإيمان. |
|     | 2000–2005     | علم حزب حرية بيث نهرين            | خلفية زرقاء مع نجمة صفراء ذات 32 نقطة وقمح متقاطع أسفلها، وأسفل القمح نص آرامي سرياني ونص "GHB". على الرافعة العلوية اليسرى يوجد نجم أحمر ساقط. |